# 吴嘉炜
吴嘉炜，苏州大学副校长，原清华大学生命科学学院教授，中国教育部长江学者奖励计划特聘教授。吴嘉炜主要从事分子酶学、蛋白质化学及结构生物学研究，研究方向包括糖尿病、肥胖症和癌症等疾病相关蛋白的调控机制。